# Гурмазово
Гурмазово (болг. Гурмазово) — село в Болгарии. Находится в Софийской области, входит в общину Божуриште. Население составляет 594 человека (2022).

## Политическая ситуация
В местном кметстве Гурмазово, в состав которого входит Гурмазово, должность кмета (старосты) исполняет Диана  Захариева Хюбнер (Союз демократических сил (СДС)) по результатам выборов.
Кмет (мэр) общины Божуриште — Аспарух Асенов Аспарухов (инициативный комитет) по результатам выборов.